# Palmachim
Palmachim (hebräisch פַּלְמַחִים) ist ein Kibbuz in Israel, etwa zwölf Kilometer südlich von Tel Aviv direkt am Mittelmeer. Der Kibbuz hatte 2004 etwa 500 Einwohner und 210 Mitglieder. Die Einwohnerzahl stieg bis 2018 auf 659.
Palmachim wurde am 11. April 1949, also knapp ein Jahr nach der israelischen Staatsgründung (14. Mai 1948), von 85 ehemaligen Untergrundkämpfern der Palmach gegründet; daher wurde der Name Palmachim gewählt. Palmachim gehört zum Regionalrat Gan Rawe. 
Palmachim liegt zehn Kilometer südlich des Ballungsraum Gusch Dan nahe der Mündung des Nachal Soreq ins Mittelmeer. Knapp vier Kilometer südlich befindet sich die Luftwaffenbasis Palmachim. Dort befindet sich ein Raketenstartplatz der IAF und der Israelischen Raumfahrtagentur. Von diesem Areal werden auch die Shavit-Raketen mit den Ofeq-Satelliten gestartet (31° 53′ 4″ N, 34° 40′ 49″ O).
Am 13. September 2022 wurde am Strand bei Baggerarbeiten eine 3300 Jahre alte Grabkammer aus Pharaonenzeit mit Tonkrügen als Grabbeigabe eröffnet.